# Vulcanodon
Vulcanodon (însemnând „dinte vulcan”) este un gen dispărut de dinozaur sauropod din Jurasicul timpuriu. Specia cunoscută este V. karibaensis. Vulcanodonul a fost descoperit în 1969 în Rhodesia (acum Zimbabwe), fiind considerată cea mai veche specie de sauropod cunoscut timp de zeci de ani, și este încă una dintre cele mai primitive sauropode descoperite. Vulcanodon, animal patruped cu picioare groase, un gât lung și coadă lungă, arată ca un sauropod tipic. A fost mult mai mic decât majoritatea sauropozilor, cu dimensiuni de aproximativ 6,5 metri (20 de picioare) lungime.
Inițial, acest gen a fost considerat a fi un prosauropod din cauza dinților în formă de cuțit găsite în apropiere fosile sale, care întăresc ideea că prosauropodele au fost omnivore. Oamenii de știință știu acum că dinții descoperiți aparțin unui theropod neidentificat care ar putea fi un prădător pentru Vulcanodon. La descoperirea lui Tazoudasaurus, ambele animale au fost unificate în familia Vulcanodontidae, deși acest lucru nu a fost universal acceptat.

## Etimologie

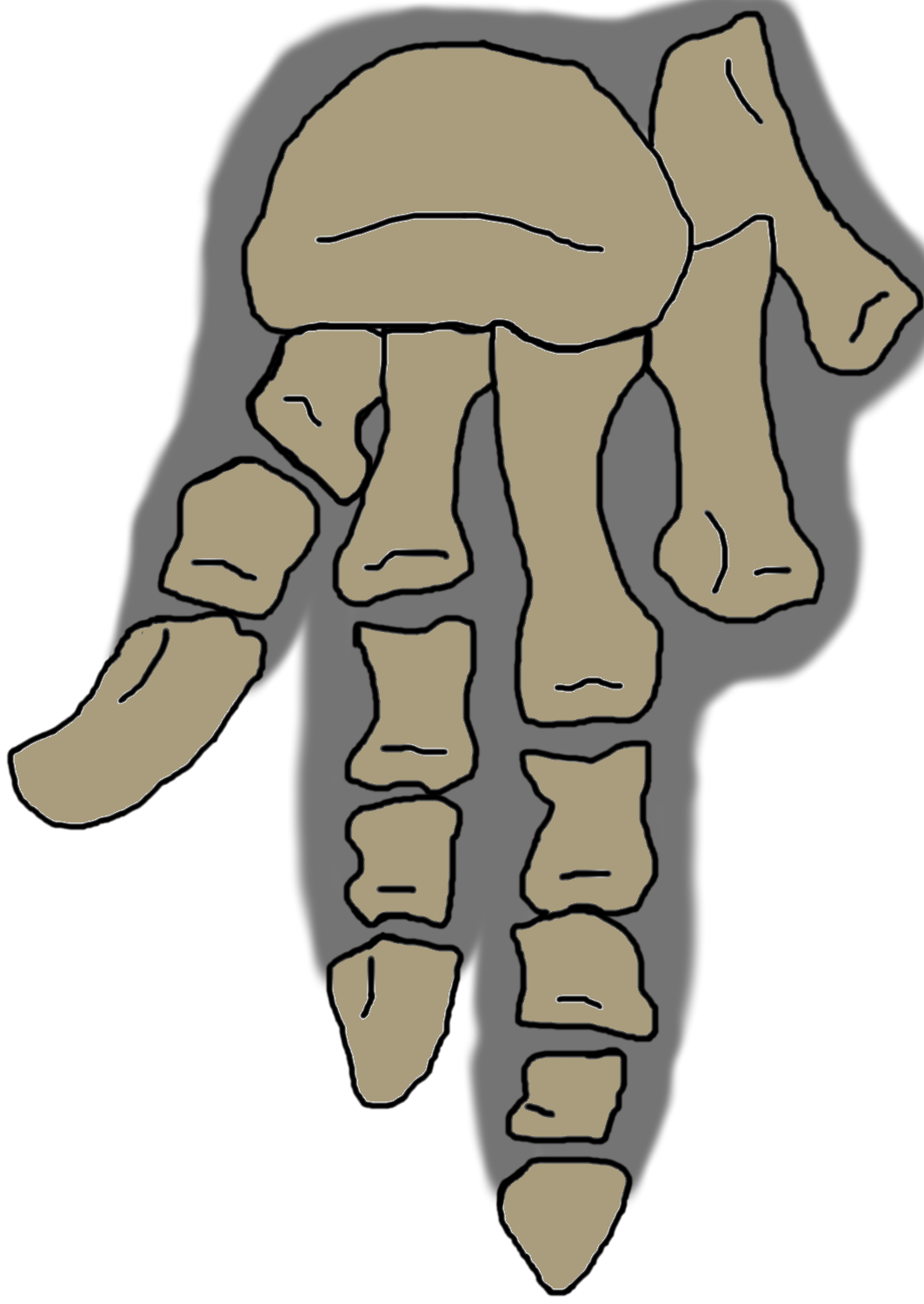
Reconstrucția piciorului.

Vulcanodon (lat. Vulcanus - zeul roman al focului, gr. odon - "dinte") a fost numit de către Michael Raath în 1972. Numele amintește faptul că scheletul a fost găsit într-un mic corp de gresie care era prins între două fluxuri de lavă. Numele subliniază dinții specifici în formă de cuțit, care aparțin de fapt unui theropod neidentificat. Numele speciei, karibaensis, se referă la locul descoperirii primelor fosile, pe o mică insulă în Lacul Kariba.

## Descriere

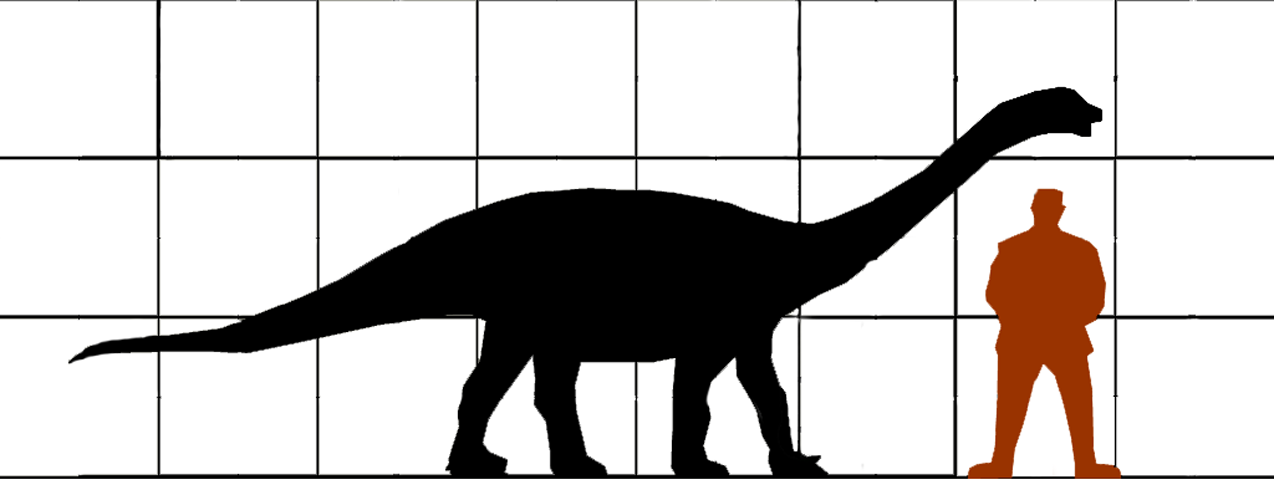
Vulcanodon comparat cu un om.

Vulcanodon a fost un sauropod mic, cu o lungime de aproximativ 6,5 metri (20 de picioare). Ca unul dintre cele mai vechi sauropode, este importantă înțelegerea evoluției timpurii a acestui grup. Sauropodele se trag din sauropodomorphele primare (numite neoficial „prosauropode”), care au fost bipede.
În timp ce Vulcanodon deja era patruped, proporțiile sale la nivelul membrelor erau intermediare între cele ale strămoșilor săi (prosauropode), și sauropozii de mai târziu. Membrele sale sunt robuste și ca niște coloane. Membrele anterioare sunt proporțional lungi, ajungând la 76% din lungimea membrelor posterioare. Membrele inferioare, metatarsienele, și degetele de la picioare sunt reduse în comparație cu strămoșii săi bipezi, dar încă nu sunt la fel de scurte ca în cazul sauropodelor de mai târziu.
Postura piciorului este neclară; aceasta fie era digitigradă ca în cazul prosauropodelor (doar degetele ating solul), sau semiplantigradă, ca în cazul sauropozilor ulteriori (atât degetele, cât și părți ale metatarsienelor iau contact cu solul). Sacrumul este făcut din patru vertebre sacrale fuzionate; sacrumul prosauropodelor poseda doar trei. Pelvisul este relativ primitiv, amintind de strămoșii săi, prosauropodele. 
Halluxul (primul deget de la picior), a arătat ca o gheară mare, care a fost turtită lateral, așa cum este și la prosauropode. Cu toate acestea, ghearele de la al doilea și al treilea deget de la picior au fost, în mod neobișnuit, în formă de cui. Această caracteristică a fost de asemenea găsită la Tazoudasaurus, dar este absentă la toate celelalte sauropode.

## Clasificare
Inițial, Michael Raath a descris în anul 1972 Vulcanodonul nu ca un sauropod, ci ca un prosauropod avansat, eventual, al familiei Melanorosauridae. În conformitate cu Raath, proporțiile membrelor auevoluat independent la Vulcanodon și la sauropozi (evoluție convergentă).El a susținut că dinții în formă de cuțit și caracteristicile bazinului exclud o clasificare în Sauropoda.
Cu toate acestea, este acum cunoscut că dinții aparțin unui theropod. Arthur Cruickshank (1975) a fost primul care a arătat că Vulcanodon a fost într-adevăr un sauropod, argumentând că al cincilea os metatarsian era egal cu celelalte oase metatarsiene rămase, o condiție văzută numai la sauropode, dar nu la prosauropode. Astăzi, Vulcanodon este universal acceptat ca fiind un membru primitiv al familiei Sauropoda.
Relațiile exacte cu alte genuri de sauropode primitive rămân neclare.Ronan Allain și colegii săi (2004 - 2008) au constatat că Vulcanodon este cel mai strâns legat de Tazoudasaurus, un gen de sauropod nou descoperit în Maroc.Acești cercetători au sugerat să reintroducă numele Vulcanodontidae pentru a numi clada care să-i conțină pe Vulcanodon și pe Tazoudasaurus. Cu toate acestea, relația dintre Tazoudasaurus și Vulcanodon nu a putut fi confirmată de alte analize.

## Descoperire
Vulcanodon a fost descoperit pe o insulă în Lacul Kariba, unul dintre cele mai mari lacuri artificiale din lume, în nordul Zimbabwe (fosta Rhodesia). Insula, situată la vest de Bumi Hills, se numește „Insula 126/127” după diagramele nepublicate ale lacului, dar nu are nici un nume oficial. Primul os a fost găsit de către B. A. Gibson din orașul Kariba, în iulie 1969. O echipă de excavare a excavat scheletul în lunile octombrie 1969, martie 1970 și mai 1970. În a doua jumătate din 1970, noua descoperire a fost prezentată la un simpozion științific în Cape Town, fiind publicată și o mică notă. Descoperirea a fost descrisă în mod oficial în iulie 1972 de către paleontologul Michael Raath. A fost unul dintre primii dinozauri găsiți în Zimbabwe.
Scheletul (numărul de catalog fiind QG24), a fost descoperit la intemperiile dintr-o pantă de deal și a fost parțial erodat de expunerea la suprafață și de rădăcinile plantelor. Acesta include pelvisul și sacrumul, cea mai mare parte a membrului stâng inferior, un femur drept, și 12 vertebre anterioare ale cozii. Aceste resturi fac parte dintr-un singur individ, deoarece toate erau articulate (conectate împreună). În plus, s-au găsit mai multe oase dezarticulate, inclusiv antebrațul drept, unele metacarpiene și falangele labelor anterioare atât din dreapta, cât și din stânga, probabil, făcând parte din același individ.
Mai târziu, situl a fost reexaminat de către oamenii de știință G. Bond și Michael Cooper, care au reușit să descopere alte resturi, inclusiv un omoplat și un fragment dintr-o vertebră cervicală. Aceste rămășițe arată că mai mult de un individ a fost excavat, și este posibil ca ele să nu se refere la Vulcanodon. În prezent, rămășițele Vulcanodonului sunt stocate în Muzeul de Istorie Naturală din Zimbabwe, în Bulawayo.
Raath a remarcat în anul 1972 descoperirea a nouă dinți de carnivor în apropiere de regiunea pelviană a scheletului. El a susținut că Vulcanodonul ar fi putut fi excavat cu capul și gâtul îndoit înapoi deasupra bazinului, o moarte frecvent văzută la scheletele de dinozauri. Dinții ar fi fost singurele elemente conservate ale craniului. Cu toate acestea, așa cum se arată de către Cooper (1984), acești dinți nu aparțin unui Vulcanodon, ci unui dinozaur theropod.

## Geologie, vârstă și habitat

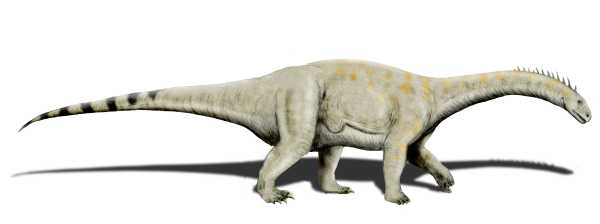
Impresia individuală a unui artist.

În ultima parte a Jurasicului, Africa de Sud a fost scena de vulcanism masiv, ducând la fluxuri de lavă extinse, care au acoperit Africa de Sud și Antarctica. Aceste formațiuni de bazalt sunt cunoscute ca provincia magmatică Karoo-Ferrar.Vulcanodon vine de la „paturile Vulcanodon”, o unitate sedimentară fosil-rulment în Formațiunea Batoka, care este compus în principal din bazalte de inundații. Scheletul a fost descoperit în partea de sus a 30 m (98,5 ft) de paturi de nisip și aleurit (deasupra), și bazalte de inundații la bază.
Mult timp s-a presupus că Vulcanodon a trăit în Jurasicul Devreme, etapa Hettangian, sau la limita dintre Triasic și Jurasic, acum  aproximativ 200 milioane de ani. Prin urmare, acesta a fost considerat cel mai vechi sauropod cunoscut, până la descoperirea târzie a lui Isanosaurus (ce a trăit în Triasic), descoperirea fiind anunțată în 2000.
Adam Yates a demonstrat în 2004 că Vulcanodon este de fapt mult mai tânăr decât se credea anterior, datând din timpul etapei Toarcian, în urmă cu aproximativ 175-183 milioane de ani. Astfel, este contemporan cu Tazoudasaurus. Cooper (în 1984) a remarcat că habitatul Vulcanodonului a fost unul deșertic, după cum este indicat de nisipurile eoliene ale Formațiunii Forest Sandstone care stă la baza „paturilor Vulcanodon”.
Inițial, sauropozii au fost considerați a fi în principal acvatici, locuind în mlaștini luxuriante de turbă, pentru a folosi flotabilitatea apei pentru a compensa greutatea lor corporală gigantică. În 1984, Cooper a subliniat că Vulcanodon, sauropodul cel mai primitiv cunoscut la acel moment, trăia într-un mediu deșertic și, prin urmare, trebuie să fi fost un animal terestru. Acest lucru a indicat că, la fel cum s–a văzut deja la Vulcanodon, corpurile masive și gigantice ale sauropodelor nu au evoluat ca o adaptare la un stil de viață acvatic.